# Ibis (fugl)
 For alternative betydninger, se Ibis. (Se også artikler, som begynder med Ibis)
Ibis er en gruppe langbenede fugle i familien Ibisser (latin: Threskiornithidae).
De har alle sammen lange, bøjede næb, og deres føde består sædvanligvis af krebsdyr.
En af arterne, hellig ibis, var hellig i det gamle Egypten indgik i det egyptiske alfabet. Herodot beretter efter et besøg i Arabien, at vingede slanger hvert forår fløj fra Arabien til Egypten, hvor ibisfuglene samledes og dræbte dem: "Araberne siger, at det er derfor, ibisen holdes så højt i ære af egypterne, og egypterne indrømmer selv, at det er derfor, de ærer disse fugle." 